# MiniIntheBox
A MiniInTheBox, também conhecida como Mini in the box, é uma loja online internacional especializada na venda de gadgets e produtos eletrônicos e faz parte do grupo LightInTheBox Holding CO., LTD.
Vende diversos artigos como acessórios para celulares, tablets, vídeo games, acessórios para animais de estimação e produtos de bijuteria, como relógios e pulseiras.

## História
A MiniInTheBox iniciou sua atividade como loja online em 2007, a par da outra loja virtual do mesmo grupo, a LightInTheBox (essa especializada em artigos de moda e casa). Atualmente exporta seus produtos para mais de 200 países, um pouco por todo o mundo, e seu site está traduzido para 26 línguas diferentes.  
Em Junho de 2013, a LightInTheBox Holding CO., LTD. (NYSE: LITB) entrou nas listas de ações da Bolsa de Valores de Nova Iorque (NYSE: New York Stock Exchange).

## Produtos e Websites
Sendo uma loja virtual especializada na venda de gadgets e acessórios, o cliente necessita de se cadastrar, gratuitamente, no website (ou através do aplicativo) para realizar suas compras. Pode escolher diversas formas de pagamento como Boleto, Paypal ou Cartão de Crédito. Os artigos são feitos na China e posteriormente enviados por correio para o destinatário.   A entrega é feita através de serviço postal e empresas courier, como UPS, DHL and FedEx.
A MiniInTheBox privilegia a comunicação nas redes sociais, estando presente em sites como Facebook, Google+ e Twitter.